# Mani Acili Balb (cònsol 114 aC)
Mani Acili Balb (en llatí: Manius Acilius M’. F. L. N. Balbus) va ser un magistrat romà. Formava part de la gens Acília, i era de la família dels Balb, d'origen plebeu.
Va ser cònsol l'any 114 aC juntament amb Gai Porci Cató Licinià. És mencionat per Ciceró i Plini el Vell.
Es conserven monedes d'alguns dels Acilis Balbs, però no es pot assegurar que alguna d'aquestes monedes correspongui concretament a aquest cònsol.